# 阿基莱·加沃利奥
阿基莱·加沃利奥（義大利語：Achille Gavoglio，1892年—？），意大利前男子水球运动员。他曾代表意大利国家队参加1924年夏季奥林匹克运动会水球比赛，获得第十一名。